# 霍塔雷萊鄉
44°11′N 26°22′E / 44.183°N 26.367°E
霍塔雷萊鄉（羅馬尼亞語：Hotarele, Giurgiu），是羅馬尼亞的鄉份，位於該國南部，由久爾久縣負責管轄，面積50平方公里，海拔高度42米，2007年人口3,814，人口密度每平方公里76人。